# Ion sodium
L'ion sodium, de formule Na+, est le cation résultant de la perte d'un électron par un atome de sodium, ce qui lui permet d'atteindre un état électronique plus stable (en l'occurrence, proche de celui du néon, le gaz rare précédant immédiatement le sodium dans le tableau de Mendeleïev).
Associé à des anions comme Cl− ou OH−, l'ion sodium forme des solides ioniques comme le chlorure de sodium NaCl (sel de table) ou l'hydroxyde de sodium NaOH (soude), dans la structure desquels il alterne régulièrement avec l'anion. En solution dans l'eau, l'ion sodium et les anions associés sont libres.
Dans le monde vivant, l'échange entre ions sodium et potassium à travers une membrane est au cœur des phénomènes électrophysiologiques (influx nerveux, contraction musculaire, etc.).